# Okruglica (Svrljig)
Pour les articles homonymes, voir Okruglica.
Okruglica (en serbe cyrillique : Округлица) est un village de Serbie situé dans la municipalité de Svrljig, district de Nišava. Au recensement de 2011, il comptait 164 habitants.
Ogruglica est située sur les bords du Svrljiški Timok.

## Démographie

### Évolution historique de la population
| 1948 | 1953 | 1961 | 1971 | 1981 | 1991 | 2002 | 2011 |
| ---- | ---- | ---- | ---- | ---- | ---- | ---- | ---- |
| 772  | 743  | 660  | 540  | 445  | 301  | 226  | 164  |

|  |